# Incassobureau
Een incassobureau is een onderneming die zonder bijzondere bevoegdheden in opdracht van hoofdzakelijk andere ondernemingen openstaande vorderingen probeert te innen. Een incassobureau verleent zijn diensten meestal tegen een vergoeding, die de schuldeiser verhaalt op de schuldenaar, waarbij het incassobureau naast de hoofdsom ook deze vergoeding probeert te incasseren.
Schuldeisers kunnen ofwel incidenteel gebruikmaken ofwel zich "abonneren" op de diensten van een incassobureau.
Een incassobureau kan ook de hele vordering kopen door middel van cessie dan wel via het vestigen van een pandrecht. Voor een cessie is wel mededeling aan de schuldenaar vereist. Het incassobureau wordt zo zelf de schuldeiser en loopt daarmee een risico: als een incassobureau een vordering niet kan innen, om wat voor reden dan ook (bijvoorbeeld een faillissement, succesvol verweer of inhoudelijke argumenten van de debiteur), zal het de koopprijs betaald voor de cessie kwijt zijn. Weinig incassobureaus maken gebruik van cessie.
Er bestaan ook zogenaamde debt traders, die oninbare vorderingen voor lage bedragen (bijvoorbeeld 25% van de nominale waarde) kopen en vervolgens het volle bedrag trachten te innen.
Tegenwoordig zijn er ook websites die schuldeisers helpen bij het vinden van het juiste incassobureau. Op deze sites kunnen schuldeisers direct meerdere offertes aanvragen voor hun incasso-opdracht.
Veelal stellen incassobureaus dat ze werken op no-cure-no-paybasis; dit betekent dat in de gevallen waarin niets geïncasseerd wordt er geen kosten in rekening gebracht worden. Dit heeft meestal enkel betrekking op de fase waarin het incassobureau aanmaningen zendt; de kosten van een deurwaarder en gerechtelijke procedure vallen daar dan niet onder. Het is dus noodzaak goed te kijken welke kosten er wel en niet onder de no-cure-no-pay-afspraken vallen.
Door de financiële crisis is een nieuwe ontwikkeling ontstaan. Door de krachten te bundelen in een incassocoöperatie kunnen incassodiensten tegen zeer gunstige tarieven worden ingekocht. Op die wijze blijft incasso betaalbaar, ook voor de kleine ondernemers of verenigingen.

## Diensten van een incassobureau
Het incassobureau zal na het aannemen van een zaak aanmanende brieven aan de schuldenaar zenden. Meestal wordt alsnog betaald of een betalingsregeling afgesproken. Als dit echter geen effect heeft, zal alsnog tot dagvaarding kunnen worden overgegaan. Het incassobureau dient hiertoe een deurwaarder en eventueel zelfs een advocaat in te schakelen.
Incassobureaus hebben geen enkele wettelijke status: iedereen kan een incassobureau beginnen. Zelfs het hebben van een strafblad is geen beletsel voor het openen van een incassobureau. Omdat incasso een winstgevende bedrijfstak is, bestaan er in ruime mate malafide incassobureaus. Grotere incassobureaus werken vaak nauw met deurwaarders en advocaten samen of hebben ze zelfs in dienst. Sommige incassobureaus, zowel bonafide als malafide, hebben debiteurenbezoekers in dienst, die de psychische druk op de schuldenaar tot maximale hoogte opvoeren door de debiteur in persoon aan zijn eigen voordeur te benaderen.
Sommige incassodiensten bieden pre-incasso aan. Dit is het in een vroeg stadium uit handen geven van een vordering, waarbij de druk op de schuldenaar telkens op 'subtiele' wijze wordt verhoogd en telkens (hogere) administratiekosten worden berekend. Sommige incassobureaus bieden een mogelijkheid tot uitbesteding van de gehele debiteurenadministratie.
Incassobureaus leveren soms kredietprofielen aan opdrachtgevers. Dit geschiedt op basis van informatie, die bedrijven, zonder het goed te beseffen, 'vrijwillig' zelf verstrekken, gecombineerd met publieke informatie over faillissementen, surseances en (wettelijke) schuldsaneringen. Hierdoor kan de opdrachtgever zich een beeld vormen van het bedrijf of de particulier met de eventuele kredietrisico's, voor men tot zaken overgaat. Lang niet ieder bedrijf wil vertrouwelijke bedrijfsinformatie vertrekken zonder enig zicht te hebben wat daarmee gebeurt, waardoor dit soort kredietprofielen maar een zeer beperkte betrouwbaarheid heeft.
Voor een bedrijf is inschakeling van een incassobureau niet altijd een uitkomst, maar voor een eenmanszaak is het vaak moeilijker om zelf achter wanbetalers aan te gaan. Te lang uitstaande vorderingen kunnen het bestaan van een onderneming serieus bedreigen en zelfs faillissementen veroorzaken. Tegen een vergoeding van doorgaans 15% (of meer) van het uitstaande bedrag, schrijft een incassobureau wanbetalers aan. Een ondernemer zal zich echter moeten realiseren dat het direct inschakelen van een incassobureau een zodanig "hard" middel is dat het een zakenrelatie vrijwel zeker zal beschadigen.

## Kritiek
Als er een geschil is over bijvoorbeeld de kwaliteit van een geleverd product en de ontevreden klant wil wegens wanprestatie (gedeeltelijk) niet betalen, geeft dit bedrijf vaak de vordering uit handen aan een incassobureau. Dit begint vervolgens extra kosten te berekenen en stuurt brieven. Als de klant vervolgens contact opneemt, weet het incassobureau niet van het geschil af, en stelt dat de klant voor klachten bij het bedrijf moet zijn. Het bedrijf beweert zijnerzijds echter dat "alles nu uit handen is gegeven", en dat de klant klachten maar met het incassobureau moet bespreken. De consument wordt zo van het kastje naar de muur gestuurd waardoor zaken onnodig escaleren. Een groot aantal consumenten geeft de moed op en betaalt om 'van het gezeur af te zijn'.
Een aantal incassobureaus is niet erg kieskeurig in het aannemen van werk en incasseren, bewust of onbewust, ook volop vorderingen waarvan over de rechtmatigheid zeer te twisten valt. Oplichters en acquisitiefraudeurs maken hier soms misbruik van door via een incassobureau een onterechte vordering een schijn van legitimiteit te geven.
Een ander punt van kritiek door consumenten betreft de werkwijze van incassobureaus. Ontoelaatbare werkwijzen zijn dreigen met bijv. beslaglegging of faillissement, nog voordat sprake is geweest van een procedure. Er zijn ook bureaus die, hoe dan ook, niet op inhoudelijke of juridisch-technische verweren van schuldenaren ingaan en slechts aanmaningsbrieven blijven sturen. Soms zelfs met precies dezelfde standaardtekst. Een ander argument is 'dat de schuldenaar dit ook had kunnen voorkomen: het incassobureau doet alleen zijn werk'. Soms voeren bureaus en bedrijven dit argument zelfs na een terecht verweer aan om zo alsnog de kosten bij de consument in de schoenen te schuiven: 'Als je het verweer eerder te berde had gebracht hadden wij geen incassobureau hoeven in te schakelen. Door dat niet te doen heb je zelf ook mede schuld.' Vraag is natuurlijk wat 'oorzaak' is en wat 'gevolg', en bovendien vervallen in principe bijkomende kosten wanneer de vordering zelf al onterecht is.
Men vraagt bijvoorbeeld informatie op bij banken en gemeentes terwijl die in principe een geheimhoudingsplicht hebben. Dit gebeurt vaak via vaste contacten die zelf vaak niet beseffen dat het doorgeven van de gegevens illegaal is. Medewerkers benaderen soms ook buren en kennissen van de debiteur om verhaalsmogelijkheden in kaart te kunnen brengen. Deze gegevens worden soms ook ongeoorloofd geregistreerd in dossiers en kredietprofielen, en (tegen betaling) doorgespeeld aan derden. In 2004 zijn nog verschillende boetes aan incassobureaus opgelegd door het College Bescherming Persoonsgegevens (CBP).
Kredietregistratie door een incassobureau kan ertoe leiden dat bedrijven of banken geen zaken meer willen doen met de geregistreerde. Kredietregistratie vindt echter meestal direct plaats bij het inschakelen en wordt ook gelinkt aan het adres. Wanneer iemand echter succesvol verweer voert (bijvoorbeeld omdat hij aan kan tonen dat de vordering allang betaald was) loopt hij desondanks nog risico dat hij door de onterechte registratie achtervolgd wordt.
Kritiek bestaat ook op het soms hoog laten oplopen van de incassokosten, boven de wettelijke norm.

## Incassofraude
Soms is er werkelijk oplichting met voorbedachten rade in het spel waarbij het incassobureau weinig meer is dan een smoes om personen en ondernemingen geld afhandig te maken. Zo is het bijvoorbeeld gesignaleerd dat een incassobureau wel geld incasseerde voor de opdrachtgever maar dit niet afdroeg. Aan de andere kant is het ook voorgekomen dat een bureau verzonnen vorderingen trachtte te incasseren door middel van vals bewijs of intimidatie en dreigementen. In dit geval kan men het beste de politie waarschuwen en uiteraard in geen geval aan het bureau betalen.

## De debiteur
Debiteuren kunnen het beste contact zoeken met het incassobureau wanneer een incassobrief op de deurmat valt. Als de vordering terecht is, kan bij bonafide incassobedrijven vaak wel een betalingsregeling getroffen worden, terwijl over de wettelijke rente en de incassokosten te onderhandelen is.
Wanneer een incassovordering onterecht is, kan men het beste schriftelijk verweer voeren, bij voorkeur onder termijnstelling. Blijft een inhoudelijke reactie van de schuldeiser uit dan heeft de debiteur in ieder geval zijn positie in een, eventuele, juridische procedure versterkt.

## Factoring
Een incassobureau is niet hetzelfde als een factormaatschappij. Deze laatste neemt ook vorderingen over via verschillende juridische constructies, maar doet dit hoofdzakelijk in de Business-to-business-sfeer. Daarnaast zal een factormaatschappij slecht- of oninbare vorderingen weigeren over te nemen.

## Advocaat
Behalve een incassobureau zou een schuldeiser ook een advocaat kunnen inschakelen om zijn vordering bij de schuldenaar te innen. Over het algemeen is dit wel duurder dan een regulier incassobureau, maar hier staat weer tegenover dat een advocaat beter is toegerust een eventuele juridische discussie met de debiteur te voeren. Hier komt bij dat bij grote vorderingen de zaak in rechte moet worden aangebracht bij gerechtelijke colleges waar de vertegenwoordiging door een advocaat verplicht is. Hierdoor is een advocaat vooral zinvol bij grotere, betwiste of gecompliceerdere vorderingen, terwijl de simpeler en kleinere vorderingen, waarbij het vooral een kwestie is van laksheid, niet reageren of betalingsonmacht, in bulk door een incassobureau kunnen worden afgehandeld. Incassobureaus kunnen ook samenwerken met advocaten.

## Zelfregulering
Hoewel incassobureaus geen wettelijke status hebben is wel vanuit de incassobranche het besef gegroeid dat een zekere mate van regulering nodig is. De Nederlandse Vereniging van Incasso-ondernemingen (NVI) is in 1989 door de incassobranche opgericht om het gebrek aan regelgeving op te vangen en een maatschappelijk verantwoorde wijze van werken uit te dragen. De NVI vaardigt hiertoe bij wijze van zelfregulering richtlijnen uit en stelt minimumeisen aan haar leden.
Er bestaat een mogelijkheid tot geschillenbeslechting via een klachtprocedure bij de NVI. Deze procedure kunnen derden (debiteuren, opdrachtgevers, andere incassobureaus) tegen leden in gang zetten wanneer zij een geschil met hen hebben. Omdat de NVI een branchevereniging is, en daardoor niet onafhankelijk of belangeloos, wordt door sommigen aan de onpartijdigheid van deze regeling getwijfeld.

## Gerechtsdeurwaarder
Ook een gerechtsdeurwaarder kan zich bezighouden met de werkzaamheden die door een incassobureau verricht worden. Incassowerkzaamheden behoren tot de zogenaamde niet-ambtelijke taken van een gerechtsdeurwaarder. Een deurwaarder verdient op drie manieren aan vorderingen: één door de incassokosten die de deurwaarder berekent over de geïnde hoofdsom en twee door het uitbrengen van dagvaardingen, betekeningen van vonnissen en het leggen van beslagen en drie door de procesvertegenwoordiging van een van de procespartijen. 
Het lijkt alsof er oneerlijke concurrentie is ten opzichte van een incassobureau, omdat dat geen ambtelijke bevoegdheden heeft, maar de wet stelt eisen aan het ambt van deurwaarder en die gelden voor alles dat hij doet, dus ook als de deurwaarder alleen incassowerkzaamheden doet. Dat geeft de klant, maar ook de debiteur extra zekerheid dat er op een legale wijze wordt opgetreden. Wel is er soms kritiek op het niet duidelijk gescheiden houden van hoedanigheid van gerechtsdeurwaarder en de hoedanigheid als ondernemer die incassowerkzaamheden verricht.

## Overheid als incassobureau
Ook de Nederlandse overheid kan als incassobureau optreden.